# الحب الحقيقي (مسلسل لبناني)
الحب الحقيقي مسلسل لبناني درامي اجتماعي عرض في أكتوبر2017 وفي شهر رمضان 2018 مأخوذ عن قصة المسلسل المكسيكي الحب الحقيقي  

## قصة العمل
بطلة العمل «نورا» (باميلا الكيك) التي تعيش مع عائلتها الأرستقراطيّة المؤلّفة من الوالدة «أسمى» (نهلة داوود) والوالد «عادل» (أسعد رشدان) وشقيقها «وائل» (الياس الزايك)، كما تربطها علاقة حبّ سريّة بشاب يُدعى «رامي» (نيكولا معوض).
ويدخل أفراد العائلة في دوامة من الصراعات، يُخيّم عليها جبروت والدة تُصِرّ على عيش حياة الترف، مهما كلّف الأمر، لتتطور الأحداث مع دخول «راكان» (جوليان فرحات) على حياة «نورا» وعائلتها، محاولاً تغيير مسار مخطّطاتها وسعيها للزواج بحبيبها «رامي».
جرأة «راكان» وطموحه سيدفعانه لمحاولة الفوز بقلب «نورا» بكلّ الوسائل. فهل يستسلم «رامي»؟ وهل ستقوى «نورا» الهادئة والرومانسيّة على مواجهة مشاكلها، بخاصة والدتها «أسمى»

### انتقادات
طال المسلسل انتقادات بسبب بعض المشاهد الجريئة، خصوصًا وأنه ُعرض في شهر رمضان.

## الممثلون
- باميلا الكيك
- جوليان فرحات
- نيكولا معوض
- جان دكاش
- الكو داوود
- أسعد رشدان
- نهلا داوود
- أندريه ناكوزي
- لمى مرعشلي
- نغم أبو شديد
- داليدا بارود
- طارق سويد
- جورج دياب